# Węgleszyn-Ogrody
Węgleszyn-Ogrody est une localité polonaise de la gmina d'Oksa, située dans le powiat de Jędrzejów en voïvodie de Sainte-Croix.